# U.S. Route 36
U.S. Route 36 (ou U.S. Highway 36) é uma autoestrada dos Estados Unidos.
Faz a ligação do Oeste para o Este. A U.S. Route 36 foi construída em 1926 e tem 1 414 milhas (2 276 km).

## Principais ligações
Autoestrada 25 em Welby

 Autoestrada 29 em Saint Joseph

 Autoestrada 35 em Cameron

 Autoestrada 55 em Springfield

 Autoestrada 65 em Indianapolis

 Autoestrada 75 em Piqua